# 까인릭
까인릭(베트남어: Cảnh Lịch / 景曆 경력 / 1548년 ~ 1555년)은 베트남 막 왕조(莫朝) 제4대 군주 선종(宣宗) 막푹응우옌(莫福源)의 두번째 연호이다. 
《대월사기전서》(大越史記全書)와 《대월통사》(大越通史)에는 1548년에서 1554년까지 사용하고, 1554년에 개원하였다는 기록이 있다. 《오주근록》(烏州近錄)에서는 을묘년(1555년)에 까인릭 연호를 사용한 기록이 있다. 《중수영성사비명》(重修靈感寺碑銘)에서는 꽝바오 3년이 정사년(1557년)이므로, 꽝바오 원년은 을묘년(1555년)이다. 그래서, 최대 사용년도는 무신년(1548년)에서 을묘년(1555년)까지 사용하였다는 것을 추측할 수 있다.

## 개원 기록
- 《대월사기전서》(大越史記全書) 장종본기(莊宗本紀) - 「戊申, (元和)十六年, 莫改永定爲景曆元年」
- 《대월사기전서》(大越史記全書) 중종본기(中宗本紀) - 「甲寅, (順平)六年, 莫改景曆爲光寶元年」
- 《대월통사》(大越通史) 막복원전(莫福源傳) - 「(元和)十六年, 春, ... , 福源改永定二年爲景歷初年. ... (順平)六年, 福源改其景曆七年爲光寶元年」
- 《오주근록》(烏州近錄) - 「景歷, (逆莫福源年號), 乙卯」
- 《중수영성사비명》(重修靈感寺碑銘) - 「光寶三年丁巳九月二十日庚午興功，越十一月三十日己卯告成」

## 연대 대조표
| 까인릭 | 서기 (西紀) | 간지 (干支) | 후 레 왕조 연호       | 명나라 연호     |
| 원년   | 1548년      | 무신 (戊申) | 응우옌호아(元和) 16년 | 가정(嘉靖) 27년 |
| 2년    | 1549년      | 기유 (己酉) | 투언빈(順平) 원년     | 가정 28년       |
| 3년    | 1550년      | 경술 (庚戌) | 투언빈 2년            | 가정 29년       |
| 4년    | 1551년      | 신해 (辛亥) | 투언빈 3년            | 가정 30년       |
| 5년    | 1552년      | 임자 (壬子) | 투언빈 4년            | 가정 31년       |
| 6년    | 1553년      | 계축 (癸丑) | 투언빈 5년            | 가정 32년       |
| 7년    | 1554년      | 갑인 (甲寅) | 투언빈 6년            | 가정 33년       |
| 8년    | 1555년      | 을묘 (乙卯) | 투언빈 7년            | 가정 34년       |

## 동시대 연호

### 베트남
후 레 왕조(後黎朝)
- 응우옌호아(元和) (1533년 ~ 1548년)
- 투언빈(順平) (1549년 ~ 1556년)

### 중국
명(明)
- 가정(嘉靖) (1522년 ~ 1566년)

### 일본
- 덴분(天文) (1532년 ~ 1555년)

## 같이 보기
- 베트남의 연호